# François-Régis Marchasson
François-Régis Marchasson est un acteur français né le 15 octobre 1951 à Paris.

## Biographie
Fils d'un commissaire de la Marine Marchande et d'une infirmière de guerre, il décroche un BAC Philo. Quitte la faculté pour voyager. Il entre dans la profession via le cours Florent, le Théâtre-École de Reims - Robert Hossein, auprès duquel il commencera son métier dans Roméo et Juliette, puis à la Compagnie Jean-Louis Martin-Barbaz auprès duquel il sera assistant, puis metteur en scène, puis professeur durant deux années à son cours.
Il s'est tourné depuis quelque temps vers l'écriture théâtrale et d'un premier roman.

## Filmographie

### Télévision
- 1977 : L'attentat de Damiens de Pierre Cavassilas
- 1977 : Savine de Gérard Vergez
- 1977 : Les Folies Offenbach de Michel Boisrond
- 1978 : Jean Christophe de François Villiers
- 1978 : Mazarin de Pierre Cardinal : Louis XIV à vingt ans
- 1979 : L'inspecteur mène l'enquête de Marc Pavaux (épisode La nuit de la Saint-Brice)
- 1981 : Adieu ma chérie de Serge Friedman
- 1981 : La mémoire des siècles d'André Castelot et de Jean-François Chiappe : François Villon
- 1982 : Dernier amour de C. Alba
- 1985 : La Filière de J. Simon (à vérifier)
- 1985 : Madame et ses flics de Roland-Bernard
- 1987 : Photomaton de G. Mousset
- 1988 : Le Vent des moissons de Jean Sagols
- 1989 : Les Enquêtes du commissaire Maigret d'Édouard Logereau : Gustave (épisode : Tempête sur la Manche)
- 1989 : Emma de Jean Sagols
- 1990 : Navarro de Serge Leroy : Pellerin (saison 2, épisode 4 : Mauvaises actions)
- 1990 : Lunes de miel d'Alain Lombardi
- 1990-1991 : Tribunal : Maître Le Dantec
- 1991 : Cas de divorce de Claude Abbe et Ariane Gil : Maître Perrot
- 1991 : L'incurable (Intrigues) d'Emmanuel Fonlladosa
- 1992 : Le JAP, juge d'application des peines de Jean-Pierre Bouyxou et Didier Philippe-Gérard : Juge Tinville
- 1992 : Le trésor des Templiers de Sándor Mihályfy et de Daniel Moosmann : Philippe Morin
- 1992 : Maigret et le corps sans tête de Serge Leroy : le juge Coméliau
- 1993 : Les grandes marées de Jean Sagols
- 1993 : Vous vous souvenez de moi de Paul Planchon
- 1994 : Commissaire Moulin : Socrate
- 1994 : Nestor Burma de Joël Séria : colonel Bastien (DST) (épisode Le cinquième procédé)
- 1994 : Julie Lescaut : Didier Fournier (épisode Charité bien ordonnée)
- 1995 : La Belle de Fontenay de Paule Zajdermann : Gaillet
- 1996 : Noces cruelles de Bertrand Van Effenterre : Devay
- 1996 : Groupe nuit (série) de Patrick Jamain : Conrad
- 1996-2005 : Quai numéro un de Pierre Grimblat et Didier Cohen : Julien Sorgues
- 1996 : Le choix de la nuit de Thierry Binisti (à vérifier)
- 1997 : La Rumeur d'Étienne Périer : Jean
- 1997 : Belle comme Crésus de Jean-François Villemer : Germain
- 1997-1998 : L'Instit de Denys Granier-Deferre : Éric (épisode Méchante)
- 1998 : Le Bahut Michaëla Watteaux
- 1998 : Un père inattendu d'Alain Bonnot : Marc
- 1998 : Un supplément d'âme de Michaëla Watteaux
- 1999 : Le sphynx de Michel Favart
- 1999 : La Nuit des hulottes de Michaëla Watteaux : Laurent
- 1999 : Le plafond de verre de Denis Malleval : Scaron
- 1999 : Maigret : Arnaud (épisode Meurtre en 1re classe)
- 1999 : Marie-Tempête de Denis Malleval : Claude Martens
- 2000 : Les Fleurs de Maureen de Dominique Baron
- 2000 : Joséphine, ange gardien : l'inspecteur Mourier (saison 4, épisode 2 : Le combat de l'ange)
- 2000 : Joséphine, ange gardien : Jean-François Baltus (saison 4, épisode 4 : Pour l'amour d'un ange)
- 2001 : L'Algérie des chimères de François Luciani : Colonel Lamoricière
- 2001 : Salut la vie de Daniel Janneau : Alex
- 2001 : Une femme d'honneur : Ravenot
- 2001 : Commissariat Bastille : Charles Journy
- 2001 : La Tortue de Dominique Baron : L'exterminateur
- 2002 : La Source des Sarrazins de Denis Malleval : Carbonneaux
- 2002 : Le juge est une femme : Jean-Yves Renac (épisode Soumission)
- 2003 : Marylin et ses enfants de Charli Beléteau : Wermuth
- 2003 : Docteur Claire Bellac de Denis Malleval : Antoine Kersin
- 2003 : Louis la Brocante : François Duchemin (épisode Louis et la ferme des Blanchard)
- 2004 : Le voyageur sans bagages de Pierre Boutron : Georges Renaud
- 2005 : Avocats et Associés : François Hérard (8 épisodes)
- 2005 : SOS 18 : Clément
- 2005 : L'Affaire Villemin de Raoul Peck : Laurent Cassini
- 2006 : Du goût et des couleurs de Michaëla Watteaux
- 2006 : Sauveur Giordano de Guillaume Destouches (saison 6, épisode 1 : Rendez-moi mon bébé)
- 2006 : Du goût et des couleurs de Michaëla Watteaux : Michel Bodin
- 2007 : Agathe contre Agathe de Thierry Binisti : Pierre Bouvier
- 2007 : Joséphine, ange gardien : Tardieu (saison 10, épisode 6 : L'ange des casernes)
- 2008 : Sœur Thérèse.com : Marcello Violeti
- 2009 : Otages de Didier Albert : Arnaud Altamont
- 2009 : Blanche Maupas de Patrick Jamain : Marc Rucart
- 2012 : Les Hommes de l'ombre de Frédéric Tellier : Petitjean
- 2012 : Ainsi soient-ils de Rodolphe Tissot, Elizabeth Marre et Olivier Pont : Antoine Chanseaulme, le père de Raphaël (saison 1)
- 2014 : La Boule noire de Denis Malleval
- 2014 : Ainsi soient-ils de Rodolphe Tissot : Antoine Chanseaulme (saison 2)
- 2018 : Piégés de Ludovic Colbeau-Justin

### Cinéma

#### Longs métrages
- 1973 : Prêtres interdits de Denys de La Patellière : le paysan
- 1989 : La Salle de bain de John Lvoff : le réceptionniste
- 1989 : Suivez cet avion de Patrice Ambard : l'adjoint de Laporte
- 1990 : Tatie Danielle d'Étienne Chatiliez : un passant
- 1994 : Du fond du cœur de Jacques Doillon : Mathieu de Montmorency
- 1997 : Tenue correcte exigée de Philippe Lioret : le ministre
- 2002 : Gangsters d'Olivier Marchal : Pierre Bastiani
- 2007 : À l'intérieur de Alexandre Bustillo et Julien Maury : Jean-Pierre

#### Courts métrages
- 2001 : Sang blanc d'Emmanuel Rigaut
- 2002 : Un bon flic d'Olivier Marchal : le capitaine Godebski

## Théâtre

### En tant que comédien
- 1972 : L'Arlésienne d'Alphonse Daudet, mise en scène S. Erich, Théâtre Toulouse
- 1972 : La Fleur à la Bouche de L. Pirandello, mise en scène S. Erich
- 1973 : Roméo et Juliette de William Shakespeare, mise en scène de Robert Hossein, Théâtre populaire de Reims, Porte St. Martin : Benvolio
- 1974 : Hernani de Victor Hugo, mise en scène Robert Hossein
- 1975 : L'impromptu de Marigny  de Jean Poiret, mise en scène J. Charon
- 1975 : Dracula de B. Stoker, mise en scène D. Béthourné, Théâtre de Clichy, Festival du Marais : Le docteur
- 1975 : Les Deux Orphelines d'Ennery et Cormon, mise en scène Jean-Louis Martin-Barbaz, Ensemble théâtral de Lyon, Théâtre G. Agutte, Théâtre Gémier : Le Chevalier
- 1976 : Les faux bonshommes, mise en scène Jean-Louis Martin-Barbaz, Ensemble théâtral de Lyon : Edouard
- 1976 : La Vie de Galilée de B. Brecht, mise en scène A. Théphany, Théâtre en Liberté, Chelles, tournée France et Belgique
- 1977 : L'Avare de Molière, mise en scène Jean-Louis Martin-Barbaz, Ensemble théâtral de Lyon, Théâtre de la Cité Universitaire : Valère
- 1978 : Les Femmes Savantes, mise en scène Jean-Louis Martin-Barbaz, Ensemble théâtral de Lyon, Théâtre de la Cité Universitaire, tournée en France : Clitandre
- 1978 : Le Médecin malgré lui - Opéra de Gounod - d'après Molière, mise en scène Jean-Louis Martin-Barbaz Opéra Comique : divers rôles
- 1981 : La Dame aux Camélias, mise en scène Jean-Louis Martin-Barbaz, Ensemble théâtral de Lyon, Théâtre Créteil, tournée : Armand
- 1981 : Topographie d'un Nu  de C. Diaz, Gyroscope Théâtre. C. Wittig, Festival d'Avignon - off : Le Capitaine
- 1981 : Turcaret de Lesage, mise en scène M. Coussonneau, Théâtre de Versailles : Frontin
- 1982 :Turcaret : tournée H. Karsenty
- 1983 : L'Idiot de Dostoïevsky, mise en scène J.L. Thamin, Théâtre de Nice : Gania
- 1985 : Il faut qu'une porte soit ouverte ou fermée d'Alfred de Musset, mise en scène L. Nataf, Théâtre à Dejazet : Le comte
- 1985 : Lorenzaccio d'Alfred de Musset, mise en scène D. Mesguich, Théâtre G. Philippe, St. Denis
- 1986 : Roméo et Juliette de William Shakespeare, mise en scène D. Mesguich, Théâtre  G. Philippe, St Denis, tournée : Paris
- 1988 : La Reconstitution de B. Noël, mise en scène D. Tordjman, Théâtre  populaire de Lorraine, tournée en France : Le poursuivi

### En tant qu'auteur
- Visite(s) théâtre - école 17

- Police (monologue pour une femme de 50 ans) Annecy / Avignon off. (Chantal Deruaz)

- Virage(s).      en lecture

- Liz                 en lecture

- L'Epaule de Dieu           théâtre Atalante Paris / Studios de Bruxelles
- Et la vie si pressante

- Vous Dansez ?              en lecture

### Assistant puis Professeur à la Cie JL Martin-Barbaz

#### Mise en scène
- La Baby-sitter R de Obaldia TH - École de Reims
- Le Monte-Plat H. Pinter "TH17"
- Hamlet 1h30 William Shakespeare "TH17"
- Poquelin et L'autre. Molière "TH17"
- Reprise de L'Epaule de Dieu 2022-2023